# Queen Kelly
Queen Kelly ist ein unvollendeter Spielfilm von Erich von Stroheim, der 1928/29 gedreht wurde. Durch das Fiasko um diesen Stummfilm wurde die Karriere des Regisseurs ruiniert; auch verlor Produzentin und Hauptdarstellerin Gloria Swanson viel Geld und Ansehen. Das vorhandene Material von Queen Kelly gilt trotzdem als Meisterwerk der Filmgeschichte.

## Handlung
Im fiktiven Königreich Kronberg vergnügt sich Prinz Wolfram exzessiv mit Prostituierten und reichlich Alkohol. Er kostet sein Leben aus, denn er muss in naher Zukunft seine Verlobte, die von ihm verabscheute Königin Regina heiraten. Diese wacht in krankhafter Eifersucht über den Prinzen. Nach weiteren nächtlichen Eskapaden befiehlt Regina, dass Wolfram mit seinem Regiment in der Nähe patrouilliert um wieder einen klaren Kopf zu bekommen für eine Überraschung, die sie ihm am Abend mitteilen will.
Bei diesem Ausritt treffen die Soldaten auf eine Gruppe von spazierenden Schülerinnen aus dem nahe gelegenen Kloster. Wolfram fällt unter den Mädchen Patricia Kelly auf und er ist sofort Feuer und Flamme für das Mädchen. Als die Schülerinnen vor dem Prinzen den Hofknicks machen, verliert Kelly dabei ihr Höschen. Sie wirft es nach Wolfram. Dafür wird sie nach der Rückkehr ins Kloster mit einem Monat Ausgangssperre bestraft.
Am selben Abend gibt Regina das Datum der Hochzeit mit dem Prinzen bekannt: Morgen!
Wolfram entführt in der Nacht Kelly aus dem Kloster und bringt sie in seine Gemächer im Schloss. Er beginnt sogleich, Kelly zu verführen, wird aber von Regina dabei überrascht. Kelly wird von der Königin mit Peitschenhieben aus dem Palast gejagt. Daraufhin versucht sie sich durch einen Sprung ins Wasser das Leben zu nehmen, wird aber von einem Polizisten gerettet und ins Kloster zurückgebracht. Regina lässt Wolfram inhaftieren, um ihn zur Heirat zu zwingen, als dieser ihr mitteilt, dass er Kelly liebt.
Im Kloster erfährt Kelly, dass ihre Tante in Afrika im Sterben liegt und sie zu sehen wünscht. Sofort macht sich Kelly auf die Reise. Die Tante ist Besitzerin eines heruntergekommenen Bordells und Kelly soll das Etablissement erben. Die Tante wünscht, dass Kelly Jan, einen völlig degenerierten und reichen Gast und Gönner des Bordells heiratet. Jan war es auch, der Kellys Klosterschule bezahlt hat. Kelly, die den geliebten Prinzen für immer verloren glaubt, willigt ein und die Tante stirbt. Noch am selben Tag findet die Hochzeit von Kelly und Jan statt.

## Hintergrund
Aus verschiedenen, teilweise ungeklärten, Gründen wurden die Dreharbeiten nach drei Monaten abgebrochen. Die Handlung sah weiter vor, dass Königin Regina einem Attentat und Jan einem tödlichen Streit zum Opfer fällt. Der Prinz kann nun Kelly heiraten; diese wird fortan „Queen Kelly“ genannt.
Stroheim war nach dem Fiasko um seinen Film Der Hochzeitsmarsch wieder auf Arbeitssuche, und so gelangte Gloria Swanson an ihn. Sie hatte zwar von den Problemen bei seinen Dreharbeiten gehört, glaubte aber, ihn bei einem eigenen Projekt kontrollieren zu können. Swanson war zu dieser Zeit einer der größten Hollywoodstars und hatte soeben mit ihrem Geliebten Joseph P. Kennedy – Vater des späteren US-Präsidenten John F. Kennedy – eine eigene Produktionsfirma gegründet.
Stroheim hatte eine Geschichte namens The Swamp verfasst und entwickelte daraus das Drehbuch zu Queen Kelly. Swanson schien keine Einwände gegen die Idee des Waisenmädchens, das ein Bordell erbt, gehabt zu haben, und die Dreharbeiten begannen. Die Probleme ließen nicht lange auf sich warten, denn Stroheim rückte auch diesmal nicht von seiner Arbeitsweise ab: Teure Dekorationen, Detailversessenheit und zermürbende Wiederholungen ließen die Kosten auf etwa 800.000 Dollar aus dem Privatvermögen von Swanson und Kennedy ansteigen.
Mit der Zeit erkannte Swanson, dass hier ein Film gedreht wurde, dessen Inhalt die damalige Zensur nicht passieren würde: Prostitution, Bordelle, Nacktszenen, Alkoholexzesse, Degenerationen durften zu dieser Zeit – wenn überhaupt – höchstens andeutungsweise dargestellt werden. Die Darstellerinnen der Prostituierten, die in der Eingangssequenz Prinz Wolfram nach seiner Zechtour zum Palast begleiten, waren offenbar echt. Stroheim hatte sie angeblich für diese Szene aus einem Bordell in Los Angeles holen lassen. „Hier ist ein Verrückter am Drücker!“ soll Swanson sich bei Kennedy beschwert haben. Als Stroheim den Darsteller Tully Marshall anwies, in einer Szene geifernd Tabaksaft aus seinem Mund auf Swansons Hand tröpfeln zu lassen, verlangte Swanson die Unterbrechung der Dreharbeiten und die Entlassung Stroheims. Ein weiterer Grund für den Abbruch dürfte gewesen sein, dass während der Dreharbeiten der Siegeszug des Tonfilms begann.
Gloria Swanson versuchte noch, mit zusätzlichen Szenen einen abgeschlossenen Film zu konstruieren: Sie veränderte die Handlung so, dass Kelly stirbt und Wolfram sich im Aufbahrungsraum das Leben nimmt. Diese Version wurde aber nur wenige Male aufgeführt und der Film verschwand in den Archiven, nachdem Stroheim rechtliche Schritte dagegen angedroht hatte.
Nachdem die verschollen geglaubten Afrikaszenen wieder aufgetaucht waren, wurde 1985, ergänzt durch Standfotos, eine Fassung uraufgeführt, die am ehesten Stroheims Intentionen entsprach. 
Stroheim führte danach nur noch einmal Regie und fand sich bald im Heer von Nebendarstellern wieder. Bis zu seiner Übersiedlung nach Frankreich erhielt er auch als Schauspieler nur noch wenige bedeutende Aufgaben.
Mit dem Aufkommen des Tonfilms stockte auch die Karriere von Swanson bald, so drehte sie zwischen 1934 und 1950 nur noch einen Film. Erst 1950 gelang ihr mit Boulevard der Dämmerung von Billy Wilder als vergessene Stummfilmdiva Norma Desmond eine Rückkehr auf die Leinwand. Darin wird Norma in ihrem Privatkino von ihrem Butler – gespielt von Stroheim – Queen Kelly vorgeführt, und es ist ein Ausschnitt daraus im Film zu sehen.

## Auszeichnungen
- 1985 – Critics Award bei den São Paulo International Film Festival für Donald Krim